# Supercopa de los Países Bajos 1949
La Supercopa de los Países Bajos 1949 (Nederlandse Supercup 1949 en neerlandés) fue la 1.ª edición de la Supercopa de los Países Bajos. El partido se jugó el 25 de junio de 1949 en el Goffert Stadion entre el SVV Schiedam, campeón de la Campeonato Neerlandés de Fútbol 1948-49 y el Quick 1888, campeón de la KNVB Beker 1948-49. SVV Schiedam ganó por 2-0 en el Goffert Stadion frente a 20.000 espectadores.
| SVV Schiedam |  | Bandera de los Países Bajos |  | Campeón de la Campeonato Neerlandés de Fútbol 1948-49 |
| Quick 1888   |  | Bandera de los Países Bajos |  | Campeón de la Copa de los Países Bajos 1948-49        |

## Partido
| 25 de junio de 1949, 18:00 | SVV Schiedam              | 2:0 (1:0) | Quick 1888 | Goffert Stadion, Nimega                               |                                                       |
|                            | Schrumpf ?' · Könemann ?' | Reporte   |            | Asistencia: 20.000 espectadores Árbitro(s): H.J. Laar | Asistencia: 20.000 espectadores Árbitro(s): H.J. Laar |

| -          | Guardameta     | Henk Opschoor     |  |
| -          | Defensa        | André Corveleijn  |  |
| -          | Defensa        | Frans Steenbergen |  |
| -          | Defensa        | Flip van Kan      |  |
| -          | Centrocampista | Jan van Schijndel |  |
| -          | Centrocampista | Joop van Meerwijk |  |
| -          | Centrocampista | Jan Schrumpf      |  |
| -          | Delantero      | Arie van Lith     |  |
| -          | Delantero      | Arij de Bruijn    |  |
| -          | Delantero      | Henk Könemann     |  |
| -          | Delantero      | Rinus Gosens      |  |
| Entrenador | Entrenador     | v. Lith           |  |

| -          | Guardameta     | A. van Wayenburg |  |
| -          | Defensa        | W. Maalssen      |  |
| -          | Defensa        | E. de Vos        |  |
| -          | Defensa        | J. Paauwen       |  |
| -          | Centrocampista | P. Kruitbosch    |  |
| -          | Centrocampista | Fr. van Es       |  |
| -          | Centrocampista | Han Engelsman    |  |
| -          | Delantero      | A. de Ligt       |  |
| -          | Delantero      | Fr. van Rooy     |  |
| -          | Delantero      | J. Rozendaal     |  |
| -          | Delantero      | P. Schipperheijn |  |
| Entrenador | Entrenador     | Schrumpf         |  |

| Anotado | ?' | Jan Schrumpf  | 1-0 |
| Anotado | ?' | Henk Könemann | 2-0 |

|  |

|  |

| Árbitro | H.J. Laar |

| -          | Guardameta     | Henk Opschoor     |  |
| -          | Defensa        | André Corveleijn  |  |
| -          | Defensa        | Frans Steenbergen |  |
| -          | Defensa        | Flip van Kan      |  |
| -          | Centrocampista | Jan van Schijndel |  |
| -          | Centrocampista | Joop van Meerwijk |  |
| -          | Centrocampista | Jan Schrumpf      |  |
| -          | Delantero      | Arie van Lith     |  |
| -          | Delantero      | Arij de Bruijn    |  |
| -          | Delantero      | Henk Könemann     |  |
| -          | Delantero      | Rinus Gosens      |  |
| Entrenador | Entrenador     | v. Lith           |  |

| -          | Guardameta     | A. van Wayenburg |  |
| -          | Defensa        | W. Maalssen      |  |
| -          | Defensa        | E. de Vos        |  |
| -          | Defensa        | J. Paauwen       |  |
| -          | Centrocampista | P. Kruitbosch    |  |
| -          | Centrocampista | Fr. van Es       |  |
| -          | Centrocampista | Han Engelsman    |  |
| -          | Delantero      | A. de Ligt       |  |
| -          | Delantero      | Fr. van Rooy     |  |
| -          | Delantero      | J. Rozendaal     |  |
| -          | Delantero      | P. Schipperheijn |  |
| Entrenador | Entrenador     | Schrumpf         |  |

| Anotado | ?' | Jan Schrumpf  | 1-0 |
| Anotado | ?' | Henk Könemann | 2-0 |

|  |

|  |

| Árbitro | H.J. Laar |

| Bandera de los Países Bajos     |
| Campeón SVV Schiedam 1.º título |